# Bandung Kanan
Bandung Kanan is een bestuurslaag in het regentschap Lubuklinggau van de provincie Zuid-Sumatra, Indonesië. Bandung Kanan telt 1403 inwoners (volkstelling 2010).